# Iván Arenas
Sergio Iván Arenas Maturana (Rancagua, 14 de junio de 1951), más conocido como Iván Arenas, es un arquitecto, diseñador industrial, actor, humorista, comunicador y presentador de televisión chileno, popular por su personaje «Profesor Rossa», protagonista del programa infantil El Mundo del Profesor Rossa.

## Carrera

### Inicios
En su juventud, Iván Arenas soñaba con ser mago, por lo que postuló a The Magic Castle de Los Ángeles, California. Estudió en el Liceo Oscar Castro Zúñiga, perteneció a la Escuela de Arquitectura de la Universidad Católica de Valparaíso, donde en 1979 se tituló de Arquitecto. Sin embargo, nunca se dedicó a eso, sino que se sumergió en el mundo de los espectáculos. 
En la universidad conoció al grupo Pujillay, encabezado por Álvaro Salas, y se transformó en ayudante del conjunto. En una de las presentaciones de Pujillay en Chilevisión (en ese entonces Canal 9), un productor le pidió a Arenas que participara para el programa de talentos, ¿Cuánto vale el show?. Salas, quien escuchó la conversación, instó a Arenas para que se presentara para mostrar su habilidad con los dibujos. Así lo hizo, y llegó hasta la final, obteniendo el segundo lugar.
Iván Arenas inició su carrera televisiva en el programa Para saber y jugar, de la «Tía Patricia», en UCV Televisión, y en él hizo sus primeras apariciones en televisión. Luego haría lo mismo en el programa La Naturaleza del Profesor Rossa o El Show del Profesor Rossa, de presupuesto modesto, el que consistía simplemente en que el «Profesor Rossa» enseñaba mediante dibujos y datos desde algún lugar de la región de Valparaíso.

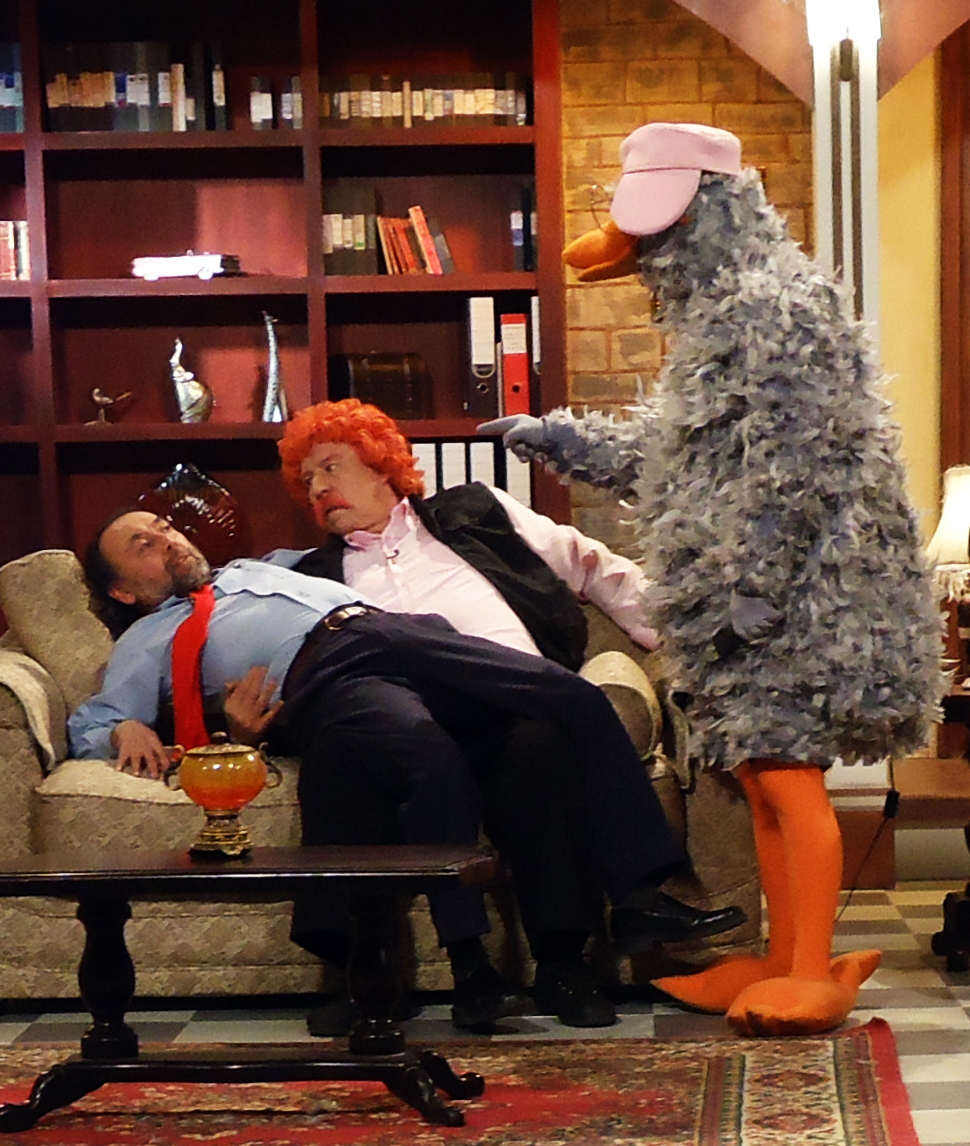
Los personajes de El Mundo del Profesor Rossa y sus series derivadas; «Don Carter», el «Profesor Rossa» (interpretado por Arenas) y «Guru Guru»

### El mundo del profesor Rossa
El profesor Rossa trascendió en el tiempo, luego de que en el año 1985 alcanzara su propio espacio televisivo, esta vez en Canal 13, con El Mundo del Profesor Rossa, programa que duró dieciocho años. En las primeras temporadas, el Profesor Rossa interactuaba con el Tío Valentín, explicándole temas sobre la naturaleza, al tiempo que éste escuchaba, hacía comentarios, e incorporaba acompañamiento musical. Posteriormente llegó el personaje Guru-Guru, nacido de un huevo dejado en el estudio. Tiempo después, el Profesor Rossa descubrió un pasadizo secreto dentro de su propia casa, que lo conectaba con un subterráneo, lugar hacia el cual se desplazó el programa durante algunas temporadas más, abandonando el primer set. También fueron incorporándose más personajes, dándole relevancia creciente a la comedia, en paralelo a los contenidos educativos. En él, el «Profesor Rossa» buscaba enseñar a los televidentes (niños y sus familias) rasgos interesantes del mundo animal, para lo cual hacía dibujos, presentaba trozos de documentales, y viajaba a lugares donde poder observar la flora y la fauna, o también la cultura de otros países. El toque humorístico del programa fue aumentando gradualmente en el tiempo luego de la incorporación en 1985 de «Guru-Guru», la de «Don Carter» (el cartero) en 1991. El programa se transformó en un clásico de la televisión chilena y marcó a generaciones de niños y jóvenes de los años 1980 y 1990.
Paralelo a ello, Arenas participó en otros programas de la estación, ya no en el papel del profesor Rossa, sino como él mismo, como en Maravillozoo. En el año 1999 recibió el «Premio Doctor José Tohá Castellá», reconocimiento a la divulgación científica y tecnológica, de manos del Ministerio de Educación de Chile.
El mundo del Profesor Rossa terminó por razones de contrato y económicos con el directorio de Canal 13 en diciembre de 2001. Durante 2002 se difundió un video en donde los personajes se expresaban con groserías y realizaban peleas a forma de broma. "El video prohibido del profesor Rossa" ha sido erróneamente asociado al fin del programa. Arenas ha señalado que el video no tuvo nada que ver con el fin de la serie y solo fue porque finalizó su contrato y que el programa incluso planeó su regreso pero no quiso seguir siendo producido por el área infantil de Canal 13, dirigida por Vasco Moulian.
Iván Arenas mostró su interés por postular a la alcaldía de Rancagua, como Independiente de cara a las elecciones municipales del año 2004, a lo que finalmente declinó.
En el año 2005, Iván Arenas se integró a la estación Mega, donde participó en los programas Entretemundo, que animó junto a Catalina Palacios y después con Ana Sol Romero, y La Ley de la Selva. En el año 2006, se inauguró el zoológico Parque Safari, que Arenas había proyectado en su ciudad natal, Rancagua.
En 2011 Iván Arenas rescata al «Profesor Rossa», junto con el pájaro «Guru Guru» y «Don Carter» (sus coprotagonistas en El Mundo del Profesor Rossa), en el programa La mansión Rossa emitido por el canal de cable Vía X, estrenado el 8 de agosto de ese año. En ese programa, los personajes manejaban un humor dirigido a un público más adulto. Esa fórmula fue repetida meses más tarde en La dimensión Rossa, estrenado el 5 de mayo de 2012 en TVN.
En 2021 ganó el premio Copihue de Oro a la trayectoria. Desde 2021 participa junto a Claudio Palma y Álvaro Salas del programa Mesa para 3, en TV+.

### Humorista
Desde el primer semestre de 2012, Iván Arenas es invitado frecuente en el programa Mentiras verdaderas de La Red, donde aparece en los especiales de humor «sin censura» emitidos los días viernes.
El éxito de Arenas como humorista en televisión, lo llevó a realizar espectáculos de stand up, consolidándose con un tipo de humor para adultos, muy diferente al humor educativo y físico con el cual se le asoció durante gran parte de su carrera cuando se le conocía como «Profesor Rossa».

## Vida personal
Iván Arenas convivió por muchos años con Mónica Arteaga, de esa relación nacieron dos hijos: Iván e Ivca. Luego de la separación de la pareja, Arenas entabló una relación amorosa con Sandra Muñoz.

### Salud
A partir del año 2002 Iván ha sufrido problemas cardíacos lo que le ha causado cuatro infartos. Además sufrió de cáncer de colon por lo cual fue operado en enero de 2022. Respecto a sus problemas de salud declaró en una entrevista de noviembre de 2022 que no se cuidaba, y que actualmente no tiene apego a la vida.

## Controversias
En octubre de 2014 Arenas fue condenado junto al humorista Checho Hirane y el periodista deportivo Mario Mauriziano por el delito de evasión tributaria. La pena es de tres años y un día, la que fue cumplida a través de libertad vigilada.

## Programas de televisión
| Programa                                     | Año       | Canal(es)      | Notas                       |
| -------------------------------------------- | --------- | -------------- | --------------------------- |
| El Mundo del Profesor Rossa                  | 1981-1984 | UCV Televisión | Como el «Profesor Rossa»    |
| El Mundo del Profesor Rossa                  | 1985-2001 | Canal 13       | Como el «Profesor Rossa»    |
| Maravillozoo                                 | 1995-2002 | Canal 13       | Como copresentador          |
| Más allá de los sentidos                     | 2001      | Canal 13       | Como presentador            |
| Entretemundo                                 | 2005-2006 | Mega           | Como presentador            |
| La ley de la selva                           | 2005-2010 | Mega           | Como panelista              |
| Ripley, Believe It or Not! (versión chilena) | 2008-2009 | Mega           | Como presentador            |
| La mansión Rossa                             | 2011-2012 | Vía X          | Como el «Profesor Rossa»    |
| La dimensión Rossa                           | 2012      | TVN            | Como el «Profesor Rossa»    |
| Mentiras verdaderas                          | 2012      | La Red         | Como panelista              |
| La Divina Comida                             | 2016      | Chilevisión    | Como participante anfitrión |
| ¿Quién dice la verdad?                       | 2017      | Chilevisión    | Como panelista              |
| Mesa para 3                                  | 2021      | TV+            | Panelista                   |
| Viva Viña                                    | 2025      | Mega           | Panelista                   |